# Akeboshi
Jošio Akeboši (japonsky 明星嘉男 Akeboši Jošio, 1. června 1978 Jokohama), známější pod jménem Akeboshi, je japonský popový a folkový zpěvák. Nejvíce se proslavil písní „Wind“ (Vítr). Jeho příjmení znamená „jasná hvězda“, zatímco jeho křestní jméno „poctivý muž“.
Naučil se hrát na klavír, když mu byly tři roky, později se naučil hrát i na kytaru. Studoval hudbu v Liverpoolu, což velmi ovlivnilo jeho styl. Ještě před debutem produkoval dvě písně čtvrtého alba Macu Takako A piece of life.

## Diskografie – alba
První Akeboshiho album Akeboshi bylo publikováno 22. června 2005 v Epic Records v Japonsku. Písně:
1. Wind
2. Night and day
3. Hey there
4. No wish
5. Akikaze no uta (秋風のうた Píseň podzimího vánku)
6. Haikjó no Sofa (廃墟のソファ Sofa in a Ruin)
7. A nine days' wonder
8. White reply
9. Faerie punks
10. Morning high
11. Tall boy
12. The audience
13. Kamisama no šitauči (神様の舌打ち God Clicks His Tongue)
14. Toki no fune (時の舟 Loď času) (bonusová píseň)

Většina z těchto písní jsou jen přezpívané písně z mini-alb.
Akeboshiho druhé album Meet Along the Way bylo publikováno 7. listopadu 2007 v Epic Records v Japonsku. Písně:
1. Sky in the Pond
2. The Cliff
3. Yellow Bird
4. Broken bridge
5. Seeds
6. Shadow of the wind
7. Green eyes
8. Village Stone
9. Mercury is rising
10. Diamond Dust
11. Coille gan crann
12. Close my door
13. Fukuró (フクロウ Sova)

Jeho třetí album Roundabout bylo publikováno 11. června 2008 v Epic Records v Japonsku. Neobsahuje žádné nové písně, ale spíše živé verze některých z jeho největších hitů:
1. Leaf on Leaf
2. Sky in the pond
3. One step behind the door
4. Along the Line
5. Peruna
6. Yellow Moon
7. Rusty lance
8. Sounds
9. Hey There (živě)
10. Seeds (živě)
11. Wind (živě)
12. A Nine Days' Wonder (živě)